# Апостольская префектура Кампонгтяма
Апостольская префектура Кампонгтяма (лат. Apostolica Praefectura Kompongchamensis) — административно-территориальная единица Римско-Католической Церкви, находящаяся в Камбодже. В Апостольскую префектуру Кампонгтяма входят провинции Северо-Восточной части Камбоджи Кампонгтям, Кратьэх, Стынгтраенг, Ратанакири, Мондолькири, Свайриенг, Прейвэнг.

## История
Апостольская префектура Кампонгтяма была учреждена Святым Престолом 26 сентября 1968 года, когда Апостольский викариат Пномпеня, распространявший в то время свою юрисдикцию всю территорию Камбоджи, был разделен на три части.

## Ординарии префектуры
- священник André Lesouëf MEP (26.09.1968 г. — 1997) — апостольский администратор Апостольской Префектуры Кампонгтяма;
- монсеньор Antonysamy Susairaj MEP (с 27.05.2000 г. — по настоящее время)[1] — апостольский администратор Апостольской Префектуры Кампонгтяма.

## Источник
- Annuario Pontificio, Libreria Editrice Vaticana, Città del Vaticano, 2003, ISBN 88-209-7422-3